# 坎氏鱗腹喉盤魚
坎氏鱗腹喉盤魚（學名：Lepadogaster candollii），又稱坎氏叉鼻喉盤魚，為輻鰭魚綱喉盤魚目喉盤魚科的其中一種，種名candolii是為了紀念瑞士植物學家奧古斯丁·皮拉穆斯·德·坎多爾（Augustin Pyramus de Candolle，1778-1841）。

## 分布
本魚分布於東大西洋區，包括從英國至地中海及黑海，向南至馬德拉群島和加那利群島等海域。

## 特徵
本魚體延長，略呈圓柱形。體無鱗片，腹鰭特化為吸盤狀，背鰭、臀鰭和尾鰭不相連，吻突出，眼大。體色為紅褐色中帶綠色，有深色斑點或條紋，雄於發情時頭部會出現大斑點，體長可達7.5公分。

## 生態
本魚棲息在潮間帶岩石區海藻密布的海域中，生活習性不明。

## 經濟利用
為觀賞魚。